# Academia Zamoyska
Academia Zamoyska (pol. Akademia Zamojska; latin. Hippaeum Zamoscianum) sau Zaïmotza/ Zaymotza (1594-1784) a fost fondată în 1594 de marele cancelar al Coroanei polonο-lituaniene Jan Zamoyski. A fost cea de-a patra instituție de învățământ superior de pe teritoriul Uniunii polono-lituaniane. După moartea fondatorului și-a pierdut treptat importanța fiind degradată în anul 1784 la rangul unei instituții de învățământ mediu, actualul Liceu "Hatman Jan Zamoyski".

## Istoric
Academia Zamoyska a fost concepută ca o instituție pentru educarea în studiile umaniste a tineretului care provenea din rândul micii nobilimi (chiar dacă în primii ani majoritatea studenților erau burghezi și nu nobili), pentru a pregăti o nouă clasă de funcționari capabili să exercite funcțiile publice. A fost fondată în 1594 de marele cancelar al Coroanei polono-lituaniene Jan Zamoyski în orașul Zamość (de asemenea întemeiat de Jan Zamoyski) cu autorul poetului Szymon Szymonowic, cunoscut și ca Simon Simonides (care va deveni unul dintre lectorii Academiei). Fondarea Academiei a fost aprobată de papa Clement al VIII-lea (prin bula din 29 octobrie 1594), iar în Polonia de episcopul de Chełm, Stanisław Gomoliński. Ceremonia deschiderii oficiale a cursurilor a avut loc pe 15 martie 1595. La 5 iulie 1600 Jan Zamoyski a scris în actul de fundare al Academiei memorabila frază: “așa sunt și țările, cum este și educația tineretului lor” (pol. "takie są rzeczypospolite, jakie ich młodzieży chowanie"). În 1601 regele Sigismund al III-lea Vasa a confirmat acest act.
Academia Zamoyska a fost creată după modelul celei din Strassburg. Inițial avea trei departamente (artele liberale, drept, medicină) și șapte facultăți. Din 1637 va primi dreptul de a elibera titluri de doctor în filosofie. În 1648 îi va fi adăugat și un departament de teologie. A fost cea de-a patra instituție de învățământ superior de pe teritoriul Uniunii polono-lituaniane, după Universitatrea din Cracovia (1364), Academia din Poznan (1519) și Universitatea iezuită din Vilnius (1578) și prima dintre cele care au apărut ca urmare a unei inițiative private. Averea considerabilă a magnatului polon Jan Zamoyski a stat la baza fundării și finanțării Academiei, fiind prima inițiativă de acest gen.
S-a aflat totuși la jumătatea distanței între o școală secundară și o instituție de învățământ superior dar va ajunge să elibereze diplome de doctor în filosofie și drept. Era recunoscută pentru nivelul înalt de educație umanistă pe care îl furniza, dar care totuși nu era prea mult extins dincolo de idealurile “libertăților nobiliare” nici în perioada Iluminismului.
Au studiat aici personalități importante ale culturii poloneze ca Szymon Szymonowic, Adam Burski (Bursius), Tomasz Drezner, Jan Niedźwiecki-Ursinus, Szymon (Simon) Birkowsk și Stanisław Staszic, dar și studenți străini printre care ca și juristul englez William Bruce, teologul italian Domenico Convalis and și matematicianul flamand Adriaan van Roomen. Primul conducător al Academiei a fost episcopul de Chełm, Stanisław Gomoliński. 
Majoritatea studenților proveneau din teritoriile de sud-est ale Uniunii polono-lituaniane și din țările învecinate. Unei perioade inițiale de mare succes care a făcut din Academia Zamoyska una dintre instituțiile de educație de prim rang de pe teritoriul Uniunii polono-lituaniane de la cumpăna secolelor XVI-XVII, i-a urmat apoi declinul. Numărul studenților crescuse de la 70 în 1595 la cca 120 în anii 1635-1646.
Învățământul umanist predat aici și-a pierdut imadiat caracterul laic, la doar 10 ani de la moartea fondatorului Academei, cînd instituția a fost preluată de episcopul din of Chełm. Lupta dintre episcopatul din Chełm și oficialii laici ai orașului Zamość pentru controlul Academiei va continua însă mulți ani de aici încolo, devenind din ce în ce mai greu pentru facultate să atragă profesori cu renume.  Academia a avut mult de suferit de pe urma incendiului din 1627 și a invaziei suedeze de la sfârșitul anilor 1640 și începutul anilor 1650. În deceniile următoare au fost inițiate câteva încercări de a reforma instituția pentru a-i reda prestigiul, însă fără prea mult succes. 

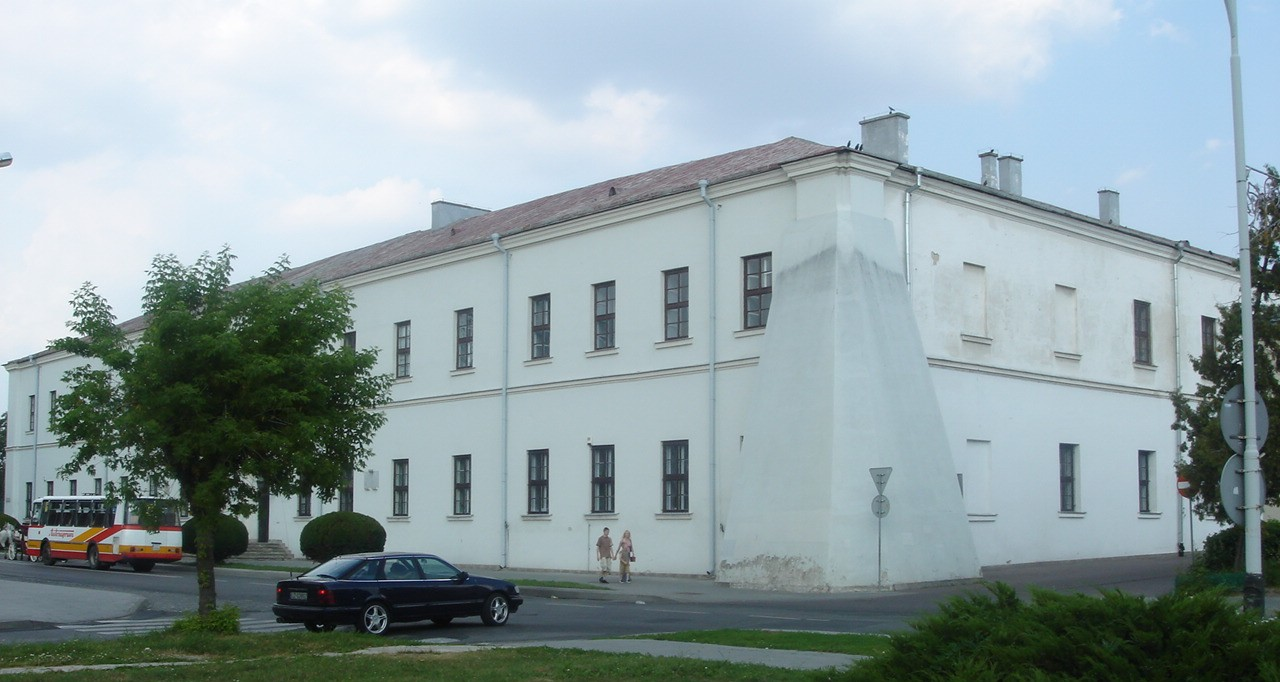
Clădirea fostei Academii Zamoyska

Acest proces a fost întrerupt brusc în 1784 cînd Academia a fost închisă din ordinul guvernului austriac (după ce Habsburgii ocupaseră orașul Zamość în urma primei împărțiri a Poloniei, fiind transformată într-un Liceu Regal (Liceum Królewskie). În anii 1811-1866 clădirea vechii Academii a fost folosită ca loc de cantonament pentru soldații din garnizoana fortăreței Zamość.
Actualul Liceu General “Hatman Jan Zamoyski” se află în același complex de clădiri, fiind una dintre cele câteva școli secundare din orașul Zamość.